# ویدوخوو
ویدوخوو (به لاتین: Vidochov) یک منطقهٔ مسکونی در جمهوری چک است که در شهرستان ییچین واقع شده‌است.
 ویدوخوو ۱۱٬۷۱ کیلومتر مربع مساحت و ۳۸۰ نفر جمعیت دارد.